# Časna Istočnoindijska kompanija
Časna Istočnoindijska kompanija (eng. Honourable East India Company [HEIC]) je bila dioničko društvo. Dobila je Englesku Kraljevsku povelju od Elizabete Prve 31. prosinca 1600. godine s namjerom stjecanja trgovačke prednosti u Indiji. Kraljevska povelja je dala novoosnovanoj HEIC 21 godinu povlastica u svoj trgovini s Istočnim Indijama. Kompanija se preobrazila iz smjelog trgovačkog pothvata u prividnog vladara Indije te je stekla pomoćne državne i vojne dužnosti, sve do raspuštanja 1858. nakon Indijske pobune.

## Sažetak
Sa sjedištem u Londonu, kompanija je upravljala kasnijim stvaranjem Britanske Indije. 1617., Kompanija je dobila pravo na trgovinu od Jahangira, Mogulskog cara. 100 godina kasnije, dobila je kraljevsku zapovjed od cara Farrukhsiyara koja je izuzela Kompaniju od plaćanja carinskih obaveza u Bengalu, dajući joj odlučujuću poslovnu prednost u Indijskoj trgovini. Odlučna pobjeda od Sir Roberta Clivea u Bitci kod Plasseya 1757. utemeljilo je Kompaniju kao vojnu kao i poslovnu silu. Do 1760., Francuzi su istjerani iz Indije, uz iznimku nekoliko trgovačkih postaja uz obalu, poput Pondicherryja. U jugoistočnoj Aziji, Kompanija će osnovati prve trgovačke postaje i naprezanjem svoje vojne dominacije dovesti do stvaranja Britanske Malaje, Hong Konga i Singapura kao Britanskih krunskih kolonija.
Kompanija je također imala interesa duž morskih putova iz Indije prema Velikoj Britaniji. Kompanija je 1620. pokušala položiti pravo na Stolno planinsko područje u Južnoj Africi; kasnije je zauzela i upravljala otokom Sveta Helena. Piratstvo je bilo ozbiljan problem za Kompaniju. Taj problem je dosegnuo vrhunac kada je 1695. pirat Henry Avery zarobio flotu s blagom Velikog Mogula, Kompanija je smatrana odgovornom za tu pljačku jer su tada svi Indijci vjerovali da su svi pirati, Englezi. Kasnije, Kompanija je neuspješno unajmila kapetana Kidda da suzbije piratstvo u Indijskom oceanu; također je obrađen i uzgoj čaja u Indiji. Drugi istaknuti događaji u povijesti Kompanije su da je držala Napoleona zarobljenikom na Svetoj Heleni i omogućila uspjeh Elihu Yalea. Njeni proizvodi su bili osnova za Bostonsku čajanku u kolonijalnoj Americi.
Njezina brodogradilišta su bila model za Sankt Peterburg, dok su dijelovi njene administracije, Civilna služba Časne Istočnoindijske kompanije (Honourable East India Company Civil Service [HEICCS]), preživjeli u Indijskoj civilnoj službi (ICS). Njezina zajednička struktura je najuspješniji rani primjer ujedinjenog dioničkog društva. Ipak, gramzivost časnika Kompanije za blagom Bengala tragično je dovela do nesposobnosti pokrajine da se suoči s Velikom bengalskom gladi koja je pobila milijune ljudi od 1770. do 1773. god.

## Povijest

### Osnivačke godine
Kompanija je osnovana kao Kompanija trgovaca Londonske trgovine s Istočnim Indijama (The Company of London Trading into the East Indies) od grupe koja je predstavljala utjecajne poslovne ljude koji su dobili Kraljevsku povelju za izuzetnu dozvolu za trgovinu s Istočnim Indijama u razdoblju od 15 godina. Kompanija je imala 125 dioničara i kapital od 72.000 funti. No ipak, u početku je ostavila slab učinak na nizozemsku kontrolu trgovine začina i nije uspijevala uspostaviti trajne predstraže u Istočnim Indijama. Konačno, brodovi Kompanije su stigli u Indiju, sidreći se u Suratu, koji je ustanovljen kao trgovačka prijelazna točka u 1608. U sljedeće dvije godine, uspjela je izgraditi prvu "tvornicu" (kako su onda trgovačke postaje bile poznate) u gradu Machilipatman na obali Coromandel u Bengalskom zaljevu. Velika zarada koju je Kompanije ostvarila nakon iskrcavanja u Indiji (vjerojatno zahvaljujući sniženju cijena djelovanjem prijelaznih položaja), na početku je navela kralja Jamesa prvog da izda pomoćna ovlaštenja i drugim trgovačkim kompanijama u Engleskoj. Ali 1609., obnovio je Povelju datu Kompaniji na neodređeno vrijeme, uključujući i članak koji je odredio da će Povelja izgubiti punopravnost ako trgovina bude neunosna u tri uzastopne godine.
Komapniju je vodio Guverner i 24 upravitelja koji su činili Vijeće upravitelja. Postavljalo ih je (i bili su odgovorni) Vijeću vlasnika. Vijeće upravitelja je imalo deset povjerenstava koja su ih izvještavala o radu.

### Uporišta u Indiji
Trgovci Kompanije su često bili umiješani u nemire sa svojim nizozemskim i portugalskim konkurentima u Indijskom oceanu. Ključni događaj koji je stavio Kompaniju u milost Mogulskog cara Jahangira, bila je njena pobjeda nad Portugalcima u bitci kod Swallyja 1612. Shvativši uzaludnost vođenja trgovačkih ratova na dalekim morima, Englezi su odlučili istražiti mogućnost stjecanja uporišta u unutrašnjosti Indije, sa službenom dozvolom obje zemlje te su zatražili od Krune da pokrene diplomatsku misiju. Kralja Jakov I. je 1615. godine uputio Sir Thomas Roe da posjeti Mogulskog cara Jahangira (koje je vladao većim dijelom potkontinenta uključujući i Afganistan). Svrha misije bila je dogovoriti trgovački sporazum koji bi Kompaniji dao izuzetna prava u prebivanju i gradnji tvornica u Suratu i drugim područjima. U zamjenu je Kompanija ponudila da će opskrbljivati cara dobrima i luksuznom robom s europskih tržišta. Misija je bila vrlo uspješna i Jahangir je poslao pismo kralju preko Thomasa Roea. Napisao je:
Nakon jamstva vaše kraljevske ljubavi izdao sam opću zapovijed svim kraljevstvima i lukama pod mojom vlasti da prime sve trgovce Engleske države kao podložne mom prijatelju, da u kojem god mjestu izaberu živjeti, imat će punu slobodu bez ikakvih ograničenja, i u koju god luku dođu, ni Portugal ni itko drugi se neće usuditi uznemiravati njihov spokoj, i u kojem god gradu prebivaju, naredio sam svojim guvernerima i kapetanima da im daju slobodu sukladnu njihovim željama; da prodaju, kupuju, i prevoze u njihovu zemlju na njihovo zadovoljstvo.
Za potvrdu naše ljubavi i prijateljstva, molim vaše Veličanstvo da naredi svojim trgovcima da u svojim brodovima donesu sve vrste luksuzne robe i bogatih dobara prikladnih za moju palaču; i da budete udovoljeni slati mi vaša kraljevska pisma svakom prilikom, da se mogu radovati vašem zdravlju i povoljnim poslovima; da naše prijateljstvo bude uzajamno i vječno.

### Širenje
Kompanija, pod tako očitom zaštitom, je ubrzo uspjela zasjeniti Portugalsku Indiju, koja je uspostavila baze u Goi, Chittagongu i Bombayu (koji je kasnije predan Engleskoj kao "miraz" Katarine Braganške). Uspjela je uspostaviti baze u Suratu (gdje je baza ustanovljena 1612.), Madrasu (1639.), Bombayu (1668.) i Kalkuti (1690.).